# دارکو میلادین
دارکو میلادین (کرواتی: Darko Miladin؛ زادهٔ ۱ آوریل ۱۹۷۹) بازیکن فوتبال اهل کرواسی بود.
از باشگاه‌هایی که در آن بازی کرده‌است می‌توان به باشگاه فوتبال هایدوک اسپلیت و باشگاه فوتبال رییکا اشاره کرد.
وی همچنین در تیم ملی فوتبال کرواسی بازی کرده‌است.